# Oak Grove (Tennessee)
Oak Grove é uma Região censo-designada localizada no estado norte-americano de Tennessee, no Condado de Washington.

## Demografia
Segundo o censo norte-americano de 2000, a sua população era de 4072 habitantes.

## Geografia
De acordo com o United States Census Bureau tem uma área de
14,1 km², dos quais 12,0 km² cobertos por terra e 2,1 km² cobertos por água.

## Localidades na vizinhança
O diagrama seguinte representa as localidades num raio de 16 km ao redor de Oak Grove.